# Sans la nommer
Sans la nommer est une chanson écrite en 1969, composée et interprétée par Georges Moustaki, la première fois au festival de l'île de Wight. Elle sera reprise par de nombreux artistes dont la Compagnie Jolie Môme. Dans cette chanson, Georges Moustaki veut rendre hommage à une femme « sans la nommer ». On apprendra à la fin de la chanson qu'il s'agit de la révolution permanente.
Cette chanson a été, durant les années 1970, un symbole des mouvements d'extrême gauche et anarchistes.

## Paroles
« Je voudrais sans la nommer
Vous parler d'elle
Comme d'une bien-aimée,
D'une infidèle,
Une fille bien vivante
Qui se réveille
À des lendemains qui chantent
Sous le soleil.
REFRAIN :
C'est elle que l'on matraque,
Que l'on poursuit, que l'on traque,
C'est elle qui se soulève,
Qui souffre et se met en grève.
C'est elle qu'on emprisonne,
Qu'on trahit, qu'on abandonne,
Qui nous donne envie de vivre,
Qui donne envie de la suivre
Jusqu'au bout, jusqu'au bout.
Je voudrais sans la nommer
Lui rendre hommage :
Jolie fleur du mois de mai
Ou fruit sauvage,
Une plante bien plantée
Sur ses deux jambes
Et qui traîne en liberté
Où bon lui semble.
REFRAIN
Je voudrais sans la nommer
Vous parler d'elle :
Bien-aimée ou mal-aimée,
Elle est fidèle ;
Et si vous voulez
Que je vous la présente,
On l'appelle Révolution permanente.
REFRAIN »

## Reprises
Sans la nommer est reprise en 2006 par Christophe Alévêque dans son spectacle Debout !, en 2012 dans une vidéo sur le Printemps québécois publiée le 8 août et la même année sur le troisième EP de Zone d'expression populaire, Le Bal de la zone.
En 2015, le vidéaste Usul utilise également cette chanson dans sa vidéo traitant d'Olivier Besancenot.
En 2016, elle est reprise par la Compagnie Jolie Môme pour l'ouverture du 51e congrès de la CGT.
Elle figure sur le disque Moustaki (1974, Polydor 2473 037) et la K7 3169 093.
La musique est aussi reprise par un groupe Corse se nommant Chjar’di Luna. La chanson s’appelle "Ella" et inclue le dernier couplet et le refrain de la musique originale.